# Chwe Hansol Vernon
Vernon (* 18. února 1998, rodným jménem Chwe Hansol Vernon, korejsky 최한솔, je jihokorejsko-americký rapper, skladatel a tanečník skupiny Seventeen, která spadá pod společnost Pledis Entertainment. Je součástí hip hop teamu.

## Osobní život a kariéra
Vernon se narodil v New Yorku, nicméně v pěti letech se s rodinou přestěhoval zpět do Jižní Koreje. Maminka je Američanka a otec je Jihokorejec. Má jednu mladší sestru. Když vyrůstal, byl terčem šikany a rasismu z důvodu „neasijského vzhledu“. I přesto vystupoval v dětských pořadech. Navštěvoval Ewha Womans University Elementary School a později Changcheon Middle School, z té však později odešel.
Dne 26. května 2015 debutoval jako člen skupiny Seventeen, a to mini-albem 17 Carat.
V roce 2023 byl zvolen jako globální ambassador módní francouzské značky KENZO.

## Single
V roce 2022 vyšel single „Black Eye“, který je laděný do pop punku.